# Bagodares pallidicosta
Bagodares pallidicosta là một loài bướm đêm trong họ Geometridae.